# نیولئوسن
نیولئوسن (به هلندی: Nieuwleusen) یک منطقهٔ مسکونی در هلند است که در دالفسن واقع شده‌است. نیولئوسن ۵٬۹۳۰ نفر جمعیت دارد.